# Kaludra, Berane
Kaludra este un sat din comuna Berane, Muntenegru. Conform datelor de la recensământul din 2003, localitatea are 267 de locuitori (la recensământul din 1991 erau 348 de locuitori).

## Demografie
În satul Kaludra locuiesc 218 persoane adulte, iar vârsta medie a populației este de 41,0 de ani (37,8 la bărbați și 45,3 la femei). În localitate sunt 84 de gospodării, iar numărul mediu de membri în gospodărie este de 3,13.
Această localitate este populată majoritar de sârbi (conform recensământului din 2003).
|  |

| Demografie | Demografie | Demografie |
| An         | Locuitori  | Locuitori  |
| ---------- | ---------- | ---------- |
|            |            |            |
|            |            |            |
|            |            |            |
|            |            |            |
| 1948       | 576        |            |
| 1953       | 597        |            |
| 1961       | 611        |            |
| 1971       | 552        |            |
| 1981       | 445        |            |
| 1991       | 348        | 345        |
| 2003       | 267        | 267        |

| \| Componența etnică conform recensământului din 2003[2] \| Componența etnică conform recensământului din 2003[2] \| Componența etnică conform recensământului din 2003[2] \| Componența etnică conform recensământului din 2003[2] \| Componența etnică conform recensământului din 2003[2] \| \| ----------------------------------------------------- \| ----------------------------------------------------- \| ----------------------------------------------------- \| ----------------------------------------------------- \| ----------------------------------------------------- \| \| \| \| \| \| \| \| Sârbi \| Sârbi \| \| 221 \| 82,77% \| \| Muntenegreni \| Muntenegreni \| \| 44 \| 16,47% \| \| necunoscută \| necunoscută \| \| 1 \| 0,37% \| |              |  |     |        |
| Componența etnică conform recensământului din 2003 |              |  |     |        |
| |              |  |     |        |
| Sârbi | Sârbi        |  | 221 | 82,77% |
| Muntenegreni | Muntenegreni |  | 44  | 16,47% |
| necunoscută | necunoscută  |  | 1   | 0,37%  |